# Bismarck Sea (Schiff)
Die USS Bismarck Sea (CVE-95) war ein Geleitflugzeugträger der Casablanca-Klasse und stand von Mai 1944 bis Februar 1945 im Dienst der United States Navy. Nach zwei verheerenden Kamikazetreffern vor Iwo Jima explodierte der Träger und sank mit 318 Seeleuten an Bord.

## Geschichte
Der Träger wurde am 31. Januar 1944 bei Kaiser Shipbuilding in Vancouver, Washington als USS Alikula Bay auf Kiel gelegt. Die Maritime-Commission-Nummer war „hull #1132“. Am 17. April 1944 lief der Träger nach der Schiffstaufe durch Mrs. Mon C. Wallgren vom Stapel. Am 16. Mai wurde der Geleitträger in USS Bismarck Sea, zur Erinnerung an die Schlacht in der Bismarcksee, umbenannt und vier Tage später unter dem Kommando von Captain John L. Pratt bei der US-Marine in Dienst gestellt.
Nach Abschluss der Erprobungsfahrten, die im Juni 1944 vor der US-Westküste stattfanden, lief der Träger am 1. Juli von San Pedro mit Flugzeugen und Piloten beladen nach Hawaii. Nach dem Entladen der Flugzeuge fuhr die Bismarck Sea zu den Marshallinseln. Am 16. Juli traf sie in Majuro ein, wo sie weitere Flugzeuge entlud und beschädigte Maschinen an Bord nahm. Zusammen mit der Saginaw Bay kehrte die Bismarck Sea am 29. Juli nach Pearl Harbor zurück. Anfang August lief der Träger nach San Diego, wo er für eine vierwöchige Überholung ins Dock ging.
Am 7. September begann der Träger mit Manövern und Flugbetrieb vor der kalifornischen Küste, am 16. Oktober wurde Kurs auf Hawaii gesetzt, von wo aus die Bismarck Sea nach einem kurzen Zwischenstopp nach Eniwetok lief, um sich am 1. November der 7. US-Flotte anzuschließen. Am Folgetag lief der Träger nach Ulithi, wo er für seinen operativen Einsatz vorbereitet wurde. Ab dem 12. November sicherte die Bismarck Sea Konvois im Seegebiet um die Philippinen. Am 21. November wurde der Träger von einem japanischen Flugzeug beschossen, das allerdings keine Schäden an Bord anrichtete. Nachdem der Träger den Befehl erhalten hatte, sich in Manus der Task Group 77.4 anzuschließen, lief er am 27. November 1944 im Seeadler Harbor ein. In den folgenden Wochen operierte die Bismarck Sea als Übungsträger östlich von Neuguinea, am 27. Dezember lief sie dann mit der TG 77.4 nach Palau aus, um die bevorstehende Landung auf Luzon zu sichern.
Am 4. Januar 1945 wurde der Verband wiederholt von landgestützten japanischen Flugzeugen angegriffen. Die einzigen japanischen Überwassereinheiten, die gesichtet wurden, waren die Zerstörer Hinoki und Sugi. Zusammen mit Flugzeugen anderer Träger starteten vier Torpedobomber der Bismarck Sea einen Luftangriff auf die japanischen Zerstörer, die schwer beschädigt wurden. Obwohl die Ommaney Bay der Task Group nach zwei schweren Kamikazetreffern am 4. Januar aufgegeben werden musste, begann die TG 77.4 mit der Luftunterstützung für die amerikanischen Operationen auf Luzon. Am 17. Januar setzte der Verband Kurs auf die Karolinen.
Im Ulithi-Atoll wurde mit den Vorbereitungen für die Eroberung Iwo Jimas begonnen. Am 10. Februar 1945 verließ die Bismarck Sea als Teil der Task Group 52.2 das Atoll in Richtung der Ogasawara-Inseln. Am 16. Februar traf der Verband auf seiner Position etwa 50 Seemeilen südlich der Inseln ein, wo er als U-Boot- und Luftabwehrschirm für die schweren Einheiten diente. Als am 19. Februar 1945 die erste Welle der amerikanischen Landungstruppen auf der Insel landete, lieferten die Eskortträger Luftnahunterstützung und Aufklärungsflüge.

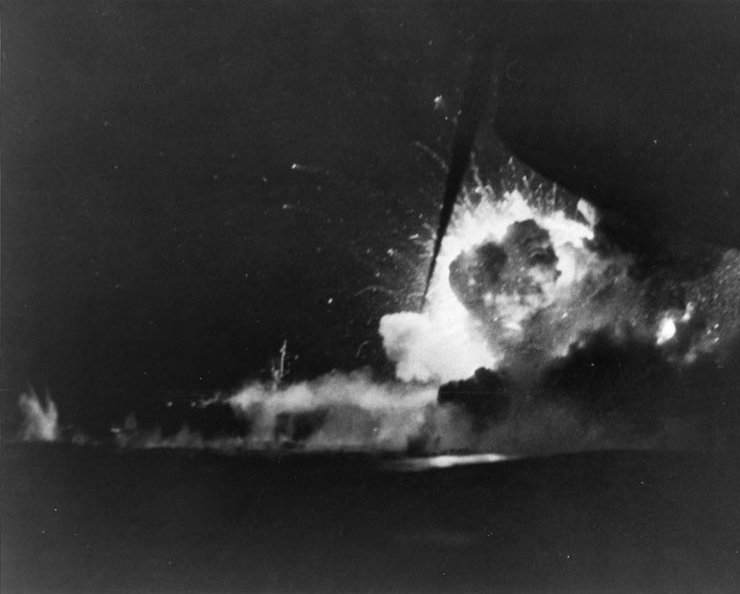
Schwere Explosion an Bord der Bismarck Sea nach dem Kamikazetreffer, 21. Februar 1945

Am Abend des 21. Februar wurde die Bismarck Sea von einem Schwarm japanischer Flugzeuge angegriffen. Ein Flugzeug konnte von der Flak abgeschossen werden, ein weiteres stürzte sich jedoch auf das Flugdeck. Das Flugzeug durchschlug das Achterdeck, zerstörte den Flugzeugaufzug und setzte das Hangardeck in Brand. Als die Mannschaft des Trägers das Feuer gerade unter Kontrolle brachte, traf ein weiteres Kamikazeflugzeug die Bismarck Sea, dieses Mal weiter vorn. Durch die Explosion wurden die Löschmannschaften getötet und die Decks und Schotten zu den Magazinen aufgerissen. Angefacht durch Munition und Flugzeugbenzin geriet das Feuer völlig außer Kontrolle, so dass der Kapitän den Befehl gab, das Schiff zu verlassen. In 30 Minuten ging ein Großteil der Besatzung von Bord und wurde von Zerstörern und Begleitzerstörern aufgenommen. Nach zwei weiteren Stunden, in denen sich mehrere schwere Explosionen ereigneten, kenterte die Bismarck Sea schließlich und sank.
Durch die schwere See und weitere japanische Luftangriffe wurde die Rettung der Besatzung erschwert, trotz der Bemühungen von drei Zerstörern und drei Geleitzerstörern verloren 318 US-Seeleute ihr Leben.
Die USS Bismarck Sea wurde am 30. März aus dem Naval Vessel Register der Marine gestrichen, für ihren Einsatz während des Krieges erhielt sie drei Battle Stars.